# چای‌قره‌قاشلی
چای‌قره‌قاشلی (به ترکی آذربایجانی: Çayqaraqaşlı) یک منطقهٔ مسکونی در جمهوری آذربایجان است که در شهرستان شابران واقع شده‌است. چای‌قره‌قاشلی ۴۵۱ نفر جمعیت دارد.